# Paul Low
Pour les articles homonymes, voir Low.
Paul Low est un athlète américain, né le 12 septembre 1973. Spécialiste de course en montagne, il a notamment remporté la Barr Trail Mountain Race en 2002 et 2003, années où elle était au programme des Skyrunner World Series. Il a été membre de l'équipe des États-Unis de course en montagne en 1999 et 2004. Il est le mari de Kelli Lusk.

## Résultats
| #   | masculin      | Course                                                  | Longueur | Départ          | Temps           |
| 1er | Médaille d'or | Barr Trail Mountain Race                                | 19 km    | 14 juillet 2002 | 1 h 32 min 54 s |
| 1er | Médaille d'or | Barr Trail Mountain Race                                | 19 km    | 13 juillet 2003 | 1 h 30 min 55 s |
| 2e  | Médaille d'or | Championnats des États-Unis de course en montagne       | 12,23 km | 19 juin 2004    | 1 h 3 min 12 s  |
| 1er | Médaille d'or | Championnats NACAC de course en montagne                | 12,2 km  | 4 juillet 2004  | 48 min 35 s     |
| 6e  | 6e            | Challenge mondial de course en montagne longue distance | 31 km    | 8 août 2004     | 2 h 40 min 55 s |